# Halowe Mistrzostwa Świata w Lekkoatletyce 2025 – pchnięcie kulą kobiet
Pchnięcie kulą kobiet – jedna z konkurencji technicznych rozgrywanych podczas halowych lekkoatletycznych mistrzostw świata w Nanjing’s Cube w Nankinie.
Tytuł mistrzowski z 2024 obroniła Sarah Mitton.

## Terminarz
Źródło: worldathletics.org.
| Data     | Godzina |       |
| -------- | ------- | ----- |
| 21 marca | 19:50   | Finał |

## Rekordy
W poniższej tabeli przedstawiono (według stanu przed rozpoczęciem mistrzostw) rekord świata, rekord halowych mistrzostw świata, rekordy kontynentów oraz najlepszy wynik na listach światowych w 2025.
|                                   | Zawodniczka        | Wynik | Miejsce      | Data                  |
| --------------------------------- | ------------------ | ----- | ------------ | --------------------- |
| Rekord świata                     | Natalja Lisowska   | 22,63 | Moskwa       | 7 czerwca 1987(dts)   |
| Rekord halowych mistrzostw świata | Valerie Adams      | 20,67 | Sopot        | 8 marca 2014(dts)     |
| Rekord Afryki                     | Vivian Chukwuemeka | 18,43 | Walnut       | 19 kwietnia 2003(dts) |
| Rekord Ameryki Południowej        | Elisângela Adriano | 19,30 | Tunja        | 14 lipca 2001(dts)    |
| Rekord Ameryki Północnej          | Belsy Laza         | 20,96 | Meksyk       | 2 maja 1992(dts)      |
| Rekord Australii i Oceanii        | Valerie Adams      | 21,24 | Daegu        | 29 sierpnia 2011(dts) |
| Rekord Azji                       | Li Meisu           | 21,76 | Shijiazhuang | 23 kwietnia 1988(dts) |
| Rekord Europy                     | Natalja Lisowska   | 22,63 | Moskwa       | 7 czerwca 1987(dts)   |
| Listy światowe                    | Jessica Schilder   | 20,69 | Apeldoorn    | 9 marca 2025(dts)     |

## Listy światowe
Poniższa tabela przedstawia 10 najlepszych wyników na świecie uzyskanych w sezonie 2025 przed rozpoczęciem mistrzostw.
Źródło: worldathletics.org.
| Poz. | Zawodniczka       | Reprezentacja     | Wynik  | Data              | Miejsce      |
| ---- | ----------------- | ----------------- | ------ | ----------------- | ------------ |
| 1.   | Jessica Schilder  | Holandia          | 20,69  | 9 marca(dts) br   | Apeldoorn    |
| 2.   | Sarah Mitton      | Kanada            | 20,68  | 7 lutego(dts) br  | Karlsruhe    |
| 3.   | Yemisi Ogunleye   | Niemcy            | 20,27  | 21 lutego(dts) br | Dortmund     |
| 4.   | Chase Jackson     | Stany Zjednoczone | 20,24  | 16 lutego(dts) br | Toruń        |
| 5.   | Keayla Dove       | Stany Zjednoczone | 19,46  | 14 lutego(dts) br | Houston      |
| 6.   | Axelina Johansson | Szwecja           | 19,31  | 1 marca(dts) br   | Indianapolis |
| 7.   | Auriol Dongmo     | Portugalia        | 19,26  | 9 marca(dts) br   | Apeldoorn    |
| 8.   | Jessica Inchude   | Portugalia        | 19,21o | 15 marca(dts) br  | Nikozja      |
| 9.   | Fanny Roos        | Szwecja           | 19,11  | 9 marca(dts) br   | Apeldoorn    |
| 10.  | Katharina Maisch  | Niemcy            | 19,10  | 21 lutego(dts) br | Dortmund     |

Pogrubioną czcionką oznaczono zawodniczki, które wzięły udział w mistrzostwach.

## Wyniki

### Finał
Źródło: worldathletics.org.
| Pozycja | Zawodniczka         | Reprezentacja     | Runda | Runda | Runda | Runda | Runda | Runda | Wynik | Uwagi |
| Pozycja | Zawodniczka         | Reprezentacja     | 1     | 2     | 3     | 4     | 5     | 6     | Wynik | Uwagi |
| ------- | ------------------- | ----------------- | ----- | ----- | ----- | ----- | ----- | ----- | ----- | ----- |
| 01 !    | Sarah Mitton        | Kanada            | 19,61 | 20,36 | 19,28 | 20,15 | x     | 20,48 | 20,48 |       |
| 02 !    | Jessica Schilder    | Holandia          | x     | 20,07 | 19,22 | 19,67 | x     | 19,26 | 20,07 |       |
| 03 !    | Chase Jackson       | Stany Zjednoczone | 18,12 | 19,40 | 19,91 | 19,67 | 18,97 | 20,06 | 20,06 |       |
| 4.      | Fanny Roos          | Szwecja           | 18,44 | 17,80 | 17,95 | 18,72 | 19,28 | x     | 19,28 | SB    |
| 5.      | Gong Lijiao         | Chiny             | 18,64 | 18,84 | x     | x     | 18,68 | 18,70 | 18,84 |       |
| 6.      | Jessica Inchude     | Portugalia        | 17,64 | 18,66 | 18,71 | 18,70 | x     | 18,50 | 18,71 |       |
| 7.      | Maggie Ewen         | Stany Zjednoczone | 17,06 | 18,63 | x     | 18,29 | 18,17 | NQ    | 18,63 |       |
| 8.      | Auriol Dongmo       | Portugalia        | 18,39 | x     | 18,27 | 18,54 | x     | NQ    | 18,54 |       |
| 9.      | Sara Lennman        | Szwecja           | 17,46 | 18,29 | 18,45 | 18,01 | NQ    | NQ    | 18,45 | PB    |
| 10.     | Ma Yue              | Chiny             | x     | 17,41 | 18,31 | x     | NQ    | NQ    | 18,31 | SB    |
| 11.     | Jessica Ramsey      | Stany Zjednoczone | 17,57 | 17,81 | x     | NQ    | NQ    | NQ    | 17,81 |       |
| 12.     | Jorinde van Klinken | Holandia          | x     | 17,72 | 16,91 | NQ    | NQ    | NQ    | 17,72 |       |
| 13.     | Lloydricia Cameron  | Jamajka           | 17,43 | 17,14 | x     | NQ    | NQ    | NQ    | 17,43 |       |
| 14.     | Ivana Gallardo      | Chile             | 16,64 | 16,38 | 17,08 | NQ    | NQ    | NQ    | 17,08 |       |
| 15.     | Maddison-Lee Wesche | Nowa Zelandia     | x     | 16,52 | x     | NQ    | NQ    | NQ    | 16,52 |       |
| 16.     | Kaia Tupu-South     | Nowa Zelandia     | 16,45 | 16,20 | x     | NQ    | NQ    | NQ    | 16,45 |       |